# Überziehen (Luftfahrt)

Tragflächenprofil bei drei unterschiedlichen Anstellwinkeln

Beim Überziehen eines Flugzeuges wird der Anstellwinkel der Tragflächen so weit erhöht, dass sich die Luftströmung vom Profil löst, was einen sogenannten Strömungsabriss (engl. Stall) und somit einen fast vollständigen Verlust des dynamischen Auftriebs zur Folge hat. Bei konventionellen Tragflächenprofilen tritt ein Strömungsabriss bei einem Anstellwinkel von rund 15° ein, doch ist dieser Wert stark vom Profil der Tragfläche abhängig.
Die deutsche Bezeichnung weist auf die Ursache dieses Flugzustandes hin: Der Pilot hat das Höhenruder zu stark gezogen. Im englischen Sprachgebrauch (Stall) liegt hingegen die Betonung auf dem resultierenden Strömungszustand an der Tragfläche – das Verb to stall bezeichnet allgemein eine Unterbrechung eines kontinuierlichen Vorgangs.

## Gefahren des Überziehens
Abgesehen von Kunstflugmanövern und besonderen Situationen (z. B. Einweisungsflügen) ist ein Strömungsabriss immer unbeabsichtigt. Er ist besonders in Bodennähe gefährlich, da der Auftriebsverlust sofort zum Höhenverlust führt und die Resthöhe möglicherweise nicht mehr dazu ausreicht, das Flugzeug wieder in eine normale Fluglage zu bringen. Doch auch ein Auftreten in größerer Höhe kann Gefahren bergen, z. B. durch einen einseitigen Strömungsabriss, der dann meist zum Trudeln führt, oder durch Eintritt in einen sogenannten Deep Stall.
Die Gefahr des Überziehens existiert vor allem in zwei Situationen: im Langsamflug und beim Fliegen enger Kurven mit besonders hohen G-Kräften. In beiden Fällen wird mit hohem Anstellwinkel geflogen, daher können schon kleine Änderungen der Fluglage zum Überschreiten des kritischen Anstellwinkels führen.
Eine weitere Ursache für Strömungsabriss kann die plötzliche Veränderung der Anströmrichtung infolge einer Windscherung sein.

## Vermeidung
Bei vielen Flugzeugmodellen versucht der Konstrukteur die Eigenschaften der Tragflächen so zu gestalten, dass ein Strömungsabriss nicht auf der gesamten Fläche gleichzeitig auftritt, sondern graduell von innen nach außen. Dies kann zum Beispiel durch eine leichte Verwindung der Tragfläche erzielt werden, so dass der Anstellwinkel nach außen hin immer weiter abnimmt, eine sogenannte Schränkung. Durch diese Formgebung reißt die Strömung zuerst rumpfnahe ab und bewirkt das Ansprechen der Überziehwarnanlage, noch bevor die gesamte Tragfläche betroffen ist. Auf diese Weise wird ein schlagartiger Auftriebsverlust verhindert, und auch die Querruder bleiben in diesem teilweise überzogenen Flugzustand noch wirksam.
Eine weitere konstruktive Maßnahme zur Vermeidung eines Strömungsabrisses oder zumindest zur Begrenzung seiner Auswirkungen ist die Beeinflussung der Längsstabilität des Flugzeugs. Durch Verlagerung des aerodynamischen Druckpunkts hinter den Schwerpunkt verleiht man dem Flugzeug eine gewisse Kopflastigkeit, die durch  eine vom Höhenruder ausgeübte Kraft nach unten kompensiert wird. Bei sinkender Geschwindigkeit nimmt diese Kraft am Höhenruder ab und führt dadurch zum Absenken der Nase des Flugzeugs, das somit wieder an Geschwindigkeit gewinnt. Derselbe Mechanismus führt auch beim Einsetzen des Strömungsabrisses zum Absenken der Nase, was zur Geschwindigkeitszunahme führt und somit dem Strömungsabriss entgegenwirkt.

## Fluglagen
Ein Überziehen ist auch bei Geschwindigkeiten möglich, die deutlich höher liegen als die im Pilotenhandbuch ausgewiesene Abrissgeschwindigkeit (engl.: Stall Speed), die für den unbeschleunigten Geradeausflug gilt. Im Kurvenflug, bei dem Beschleunigungen größer 1G nach unten auftreten, erhöht sich auch entsprechend die Abrissgeschwindigkeit. Bei einer Kurve mit 60° Querneigung beträgt zum Beispiel die Beschleunigung nach unten 2G und die Abrissgeschwindigkeit erhöht sich gegenüber dem Geradeausflug um einen Faktor von etwa 1,41. Ein Überziehen bei einer senkrechten Beschleunigung von > 1G bezeichnet man auch als Accelerated Stall. Die Gefahr eines Accelerated Stall existiert nicht nur im Kurvenflug, sondern auch bei einem Go-Around Manöver, bei dem der Pilot zu schnell in den Steigflug übergeht. Dies geschieht manchmal unbeabsichtigt, wenn das Flugzeug noch zur Landung getrimmt ist und dann plötzlich voller Schub gegeben wird. Die Nase des Flugzeugs hebt sich für den Piloten überraschend schnell, was dann zum sogenannten Höhenrudertrim Stall führt.
Beim Abfangen nach einem Überziehen geschieht es manchmal, dass der Pilot zu schnell wieder in den Horizontalflug überleiten will, was dann zu einem weiteren Überziehen führen kann (Secondary Stall).
Überzieht der Pilot im unkoordinierten Flug (Querruder- und Seitenruderdruck sind nicht aufeinander abgestimmt), so spricht man von einem Cross Control Stall. Diese Art des Überziehen tritt am häufigsten in der Platzrunde bei einer schlecht geplanten letzten Kurve zum Endanflug auf. Versucht der Pilot eine zu eng geplante Kurve durch übermäßiges Seitenruder zu retten, kann er dabei diese sehr gefährliche Art von Strömungsabriss hervorrufen, die in Bodennähe häufig nicht mehr abzufangen ist.

## Abfangen (engl.:Recovery)
In fast allen Fällen ist es möglich, aus dem überzogenen Zustand wieder in den Normalflug zu gelangen – genügend Resthöhe vorausgesetzt. Die wichtigste Aktion dabei ist, den Anströmwinkel wieder zu verkleinern, indem die Flugzeugnase nach unten gedrückt wird. Erst dann sollten Tragflächen wieder in die Horizontale gerollt und der Schub entsprechend geregelt werden. Nach Wiederherstellung einer normalen Strömung über die Tragflächen kann dann mit dem Abfangen der Vertikalbewegung und der Wiederaufnahme des geplanten Flugwegs begonnen werden.

## Überziehen im Flugtraining
Im Rahmen des Flugtrainings werden Piloten darauf vorbereitet, die Anzeichen für einen einsetzenden Strömungsabriss zu erkennen und entsprechend zu reagieren. Dazu gehören auch Übungen, bei denen das Flugzeug in sicherer Höhe bewusst überzogen und anschließend abgefangen wird. Das Überziehen wird sowohl bei vollem Schub (engl.: Power-on Stall) als auch ohne Schub (engl.: Power-Off Stall) geübt, um Piloten mit allen potentiellen Situationen vertraut zu machen, in denen die Gefahr eines Überziehens besteht. Die Ausführung solcher Manöver gehört sogar in vielen Ländern zum Prüfungsumfang.

## Überziehen beim Kunstflug
Bei einigen Kunstflugmanövern wird absichtlich ein Strömungsabriss herbeigeführt, also absichtlich ‚überzogen‘. Dazu gehören unter anderem das Trudeln, die gerissene Rolle, die gestoßene Rolle, das Kobramanöver, der Lomcovák und das Männchen (Kunstflug). Bei einigen dieser Manöver wird der Strömungsabriss bewusst genutzt, um besonders drastische Fluglageänderungen herbeizuführen, zum Beispiel bei der gerissenen Rolle.